# Глуховский государственный историко-культурный заповедник
Государственный историко-культурный заповедник «Глухов» — научно-исследовательское и культурно-просветительское заведение, которое было создано 8 февраля 1994 года в Глухове Сумской области Украины с целью обеспечить изучение, охрану, сохранение, реставрацию и рациональное использование историко-культурного наследия города. Также заповедник проводит археологические исследования, издательскую и экспозиционную работу.

## История
Национальный заповедник «Глухов» — это научно-исследовательское и культурно-просветительское учреждение, которое обеспечивает изучение, охрану, реставрацию и использование историко-культурного наследия города. Проводит археологические исследования, издательскую и экспозиционную работу.
Заповедник был создан в 1994 году (Государственный историко-культурный заповедник «Глухов»), однако активную деятельность он начал только в конце 1998 года. В начале XXI века все объекты заповедника были отреставрированы. Согласно Указу Президента Украины от 10 ноября 2008 г. № 1027/2008 заповедник получил статус национального.

## Памятки заповедника
Всего в реестре заповедника насчитывается 50 объектов, которые имеют архитектурную, историческую и культурную ценность. Из них 36 — памятники архитектуры и градостроительства: 5 — национального значения, 31 — местной категории учета. Большинство объектов расположены на территории бывшего Глуховского кремля (центральная часть города).

### Состав заповедника
Здание Дворянского собрания, где расположен городской краеведческий музей, является памятником архитектуры XIX века (1811 год);
Киевская брама — памятник истории, архитектуры и градостроительства XVIII века, (1766—1769 годы);
Николаевская церковь — памятник истории и архитектуры национального значения XVII века, (1693—1695 годы). Древнейший памятник архитектуры в Глухове, созданный мастером М. Ефимовым. В гетманские времена возле церкви находился Радный майдан, на котором избирали гетманов и решали различные государственные вопросы;
Трех-Анастасиевская церковь (1884—1897) — построена благодаря местным меценатам братьям М. Л. и Ф. А. Терещенко и на данный момент является крупнейшим храмом Глухова;
Центральный корпус Глуховского национального педагогического университета — построен в 1874 году;
Водонапорная башня, являющаяся памятником местного значения, (1927—1928 годы);
Спасо-Преображенская церковь — каменная церковь, построенная в 1765 году вместо деревянной, сгоревшей во время пожара 1748 года. В 1979 году она объявлена памятником архитектуры;
Вознесенская церковь — построена в 1767 году архитектором А. В. Квасовым и перестроена в 1811 году;
Дом П. Лютого — памятник архитектуры конца XIX века;
Дом банка М. Терещенко — значительный историко-архитектурный памятник каменной гражданской архитектуры Глухова конца XVIII века;
«Старый» корпус Глуховского колледжа — построен на средства семьи Терещенко в 1899 году;
«Тюремный замок» — построен в начале XVII века;
Усадебный дом Кочубеи 1904 года постройки;
Дом А. Я. Терещенко — 1870-е годы;
Трехклассное городское училище Ф. Терещенко — построено 1903 года.